# سیارک ۱۸۷۵۵
سیارک ۱۸۷۵۵ (به انگلیسی: 18755 Meduna، نامگذاری:1999GS21) هجده هزار و هفتصد و پنجاه و پنجمین سیارک کشف شده‌است که در ۱۵ آوریل ۱۹۹۹ کشف شد.
قدر مطلق سیارک برابر ۱۲.۳ است.